# Stanisław Szlendak
Stanisław Szlendak (ur. 21 maja 1920 w Krynicy-Zdroju, zm. 24 stycznia 1998 tamże) – polski hokeista, olimpijczyk z Oslo.
Zawodnik występujący w klubach: KS Jaworzyna (1935–1937), KTH Krynica (1938–1939, 1950–1953), Lena Wałbrzych (1946–1948) i Podhale Nowy Targ (1954–1956). Zdobywca tytułu mistrza Polski w 1950.
W reprezentacji Polski rozegrał 14 spotkań. Wystąpił podczas Igrzysk Olimpijskich w Oslo w 1952.
Brat hokeistów Ksawerego i Władysława.